# Hverken fugl eller fisk
Hverken fugl eller fisk er en dansk kortfilm fra 2005, der er instrueret af Kristinn Mar Ingvarsson efter manuskript af ham selv og Niels Buccholzer.

## Handling
Denne artikel mangler et handlingsreferat. Hjælp os med at skrive det.